# Приволье (Кировоградская область)
Приволье (укр. Привілля) — село в Аджамской сельской общине Кропивницкого района Кировоградской области Украины.
Население по переписи 2001 года составляло 111 человек. Почтовый индекс — 27620. Телефонный код — 522. Код КОАТУУ — 3522580304.